# Herbert Mullin
Herbert William Mullin (Salinas, California, 18 de abril de 1947-Stockton, California, 18 de agosto de 2022) fue un asesino en serie y también asesino en masa que cometió trece asesinatos en California desde el 13 de octubre de 1972 hasta el 13 de febrero de 1973.

## Infancia y niñez
Mullin nació el 18 de abril de 1947 a las 6:06 a. m., en el aniversario del devastador terremoto de San Francisco, y nada en su infancia preveía su comportamiento posterior. Sus padres, Martín Mullin (héroe de la guerra y luego vendedor de muebles) y Jean, vivían cerca de la ciudad San Francisco, donde transcurrió la infancia de Herbert, un niño normal según todas las apariencias. Más tarde declaró que sus padres, especialmente su padre, le maltrataban. Estaba convencido de que enviaban amenazas telepáticas a los otros niños para que no jugaran con él.
Aunque nació en Salinas, California, fue criado en Santa Cruz. Su padre, un veterano de la Segunda Guerra Mundial, fue estricto pero no abusivo. A menudo contaba sus batallas en la guerra, y enseñó a su hijo cómo usar una pistola a una edad temprana. Mullin tenía muchos amigos en la escuela y fue elegido como "el que más probabilidades tenía de llegar al éxito" por sus compañeros de clase. Sin embargo, poco después de graduarse en secundaria, uno de sus mejores amigos murió en un accidente de coche, y Mullin quedó devastado. Construyó un santuario dedicado a su amigo fallecido en su dormitorio. Más tarde expresó su temor a ser homosexual, a pesar de que tenía una novia desde hacía mucho tiempo.
En 1969, a la edad de 21 años, Mullin permitió que su familia lo internara en un hospital psiquiátrico. En los siguientes años entraría en varias instituciones pero saldría por cuenta propia después de un corto período. Extinguía cigarrillos en su piel, intentó entrar a una congregación y fue expulsado de un apartamento después de golpear repetidamente el piso gritando a gente que no estaba ahí.
Muchos años después, un famoso analista criminal del FBI, Robert Ressler afirmaría que Mullin tenía Ecopraxia evolucionada a Esquizofrenia Paranoide, manifestándose incluso desde su secundaria, esto además pudo haber sido acelerado por el consumo de cannabis, LSD y anfetaminas.

## Ola de asesinatos
En 1972, Mullin tenía 25 años y regresó con sus padres a Santa Cruz. Para entonces escuchaba voces en su cabeza que le insistían en que un terremoto era inminente y sólo asesinando podría salvar California. El cumpleaños de Mullin era el 18 de abril, día del aniversario del Terremoto de San Francisco de 1906, lo que para él era muy significativo.
Mullin creía que la guerra en Vietnam producía suficientes muertes de norteamericanos para detener los terremotos como fuente de sacrificios para la naturaleza, pero con el final de la guerra a finales de 1972, él necesitaba comenzar a matar gente para mantener lejos el terremoto.
El 13 de octubre de 1972, Mullin golpeó a un vagabundo hasta matarlo con un bate de béisbol. El hombre, de 55 años, hacía autoestop y Mullin lo derribó después de engañarlo para que observara el motor del auto. Mullin después describiría a su víctima como el personaje bíblico de Jonás, y que él le mandó un mensaje telepático diciendo: "Levántame y lánzame al río. Mátame para que otros puedan ser salvados". El cuerpo del hombre fue encontrado al día siguiente.
La siguiente víctima sería Mary Guilfoyle, de 24 años, a quien Mullin también recogió haciendo autoestop. La apuñaló hasta la muerte mientras conducía. Más tarde, lanzó su cuerpo en el bosque al lado de un camino y le abrió el vientre. Entonces enrolló sus intestinos en ramas de árboles para examinar buscando "contaminación". Cuando el cuerpo de Guilfoyle fue encontrado, se pensó erróneamente que era víctima de Edmund Kemper, otro asesino en serie que operaba en aquella área. Debido a que su esqueleto fue encontrado después de varios meses, la policía no relacionó los asesinatos, a pesar de que ella fue asesinada sólo dos semanas después de la primera víctima.
Cuatro días después, un jueves de noviembre, Mullin mató a su tercera víctima cuando iba a confesar sus pecados. En un estado de delirio, él creyó que el padre, Henri Tomei, quería ofrecerse para ser su próximo sacrificio para mantener lejos los terremotos. Le golpeó, pateó y acuchilló. El padre Tomei se desangró hasta morir en el confesionario y un feligrés vio a Mullin salir corriendo. La descripción del testigo no ayudó a la policía.
Después, Mullin decidió alistarse en la Marina, y pasó los exámenes físicos y psicométricos. Sin embargo, le fue negado el ingreso cuando se descubrió que tenía un número de arrestos menores por su actitud bizarra y anarquista en el pasado. Este rechazo alimentó los delirios paranoicos de conspiraciones de Mullin, creyendo que detrás del rechazo se encontraba un poderoso grupo de hippies.
Para enero de 1973, Mullin dejó de tomar drogas, culpándolas por sus problemas. Compró varias armas y decidió matar a Jim Gianera, un amigo de la escuela secundaria que le había vendido marihuana. Cuando Mullin llegó a casa de Gianera el 25 de enero de 1973, su viejo amigo se había mudado. La casa ahora estaba ocupada por Kathy Francis, y ella le dio la nueva dirección de Gianera. Allí, Mullin mató a Gianera y a su esposa disparándoles en la cabeza, tras lo cual acuchilló sus cuerpos repetidamente. Mullin regresó a la casa de Francis, para no dejar cabos sueltos, y la mató juntó con sus dos hijos de 4 y 9 años. Debido a que el marido de Francis, que siempre estaba fuera, era un traficante de drogas, las cinco muertes fueron relacionadas al narcotráfico. Después los fiscales argumentarían que la muerte de Kathy Francis eliminaba el argumento de que Mullin no era culpable por razones de locura, pues él la asesinó para evitar testigos que lo relacionaran con el asesinato de los Gianera. Un agente del FBI documentó que Mullin había asesinado primero a la familia de Francis y después ejecutado a los Gianera.
Un mes después, en febrero de 1973, Mullin caminaba en el Parque Estatal Henry Cowell Redwoods donde observó a cuatro jóvenes acampando. Caminó hacia ellos, inició una conversación y fingió ser guardabosques. Les ordenó irse ya que estaban "contaminando" el bosque, pero ellos se negaron. Entonces les dijo que regresaría al día siguiente. Los chicos, armados con rifles de calibre 22, no le tomaron en serio. Mullin regresó y les disparó, matándolos y dejando allí sus cuerpos, que fueron encontrados una semana después.
La última víctima fue muerta tres días más tarde, el 13 de febrero. Mullin conducía solo cuando pasó junto a un anciano hispano que cortaba su césped. Sin razón aparente, dio la vuelta, paró el coche y apoyándose sobre el capó del vehículo para apuntar, disparó, matándolo instantáneamente. Regresó a su auto y continuó conduciendo "con tranquilidad". Era pleno día y había un gran número de testigos. Uno de ellos dio a la policía la matrícula del auto. Un Mullin "dócil" fue capturado  minutos más tarde.

## Víctimas
| Número | Nombre                  | Sexo | edad | Fecha de la muerte     | Método del asesinato                                                                |
| ------ | ----------------------- | ---- | ---- | ---------------------- | ----------------------------------------------------------------------------------- |
| 1      | Lawrence "Whitey" White | M    | 55   | 13 de octubre de 1972  | Golpeado en la cabeza repetidamente con un bate de béisbol                          |
| 2      | Mary Margaret Guilfoyle | F    | 24   | 24 de octubre de 1972  | Apuñalada y disecada. Eviscerada.                                                   |
| 3      | Henri Tomei (sacerdote) | M    | 64   | 2 de noviembre de 1972 | Golpeado y apuñalado en el corazón                                                  |
| 4      | Jim Ralph Gianera       | M    | 25   | 25 de enero de 1973    | Le disparó tres veces incluyendo en la espalda, perforándole el pulmón.             |
| 5      | Joan Gianera            | F    | 21   | 25 de enero de 1973    | Disparó en el cuello y la cabeza sobre el ojo izquierdo, luego apuñalada tres veces |
| 6      | Kathy Francis           | F    | 29   | 25 de enero de 1973    | Disparó, luego apuñalada después de la muerte                                       |
| 7      | Daemon Francis          | M    | 4    | 25 de enero de 1973    | Disparo en la cabeza, luego apuñalado después de la muerte                          |
| 8      | David Hughes            | M    | 9    | 25 de enero de 1973    | Disparó en la cabeza, luego apuñalado después de la muerte                          |
| 9      | David Oliker            | M    | 18   | 10 de febrero de 1973  | Disparo en la cabeza                                                                |
| 10     | Robert Spector          | M    | 18   | 10 de febrero de 1973  | Disparo en la cabeza                                                                |
| 11     | Brian Scott Card        | M    | 19   | 10 de febrero de 1973  | Disparo en la cabeza                                                                |
| 12     | Mark Dreibelbis         | M    | 15   | 10 de febrero de 1973  | Disparó en la cabeza                                                                |
| 13     | Fred Abbie Pérez        | M    | 72   | 13 de febrero de 1973  | Disparó en el corazón                                                               |

## Encarcelamiento
En custodia, Mullin confesó sus crímenes y dijo que las voces en su cabeza le habían pedido que matara para prevenir un terremoto. Afirmaba que la razón de que no hubiera habido algún terremoto últimamente se debía a sus actos. También declaró estar seguro de que su familia, amigos y vecinos le llevaron a cometer crímenes, responsabilizándoles de su actos, de los cuales estarían al corriente.
El fiscal del distrito del condado de Santa Cruz declaró a Mullin culpable de diez asesinatos (no fue condenado por los tres primeros asesinatos) y su juicio se inició el 30 de julio de 1973. Mullin admitió todos los crímenes y el juicio se centró en determinar si estaba cuerdo y era responsable de estas acciones.
El hecho de cubrir su rastro y de mostrar premeditación en algunos de sus crímenes fue resaltado por el fiscal Christopher Cottle, mientras que la defensa argumentaba que el acusado tenía un historial de enfermedades psiquiátricas, y muchos creían que sufría esquizofrenia paranoide. El 19 de agosto de 1973 se declaró a Mullin culpable de asesinato en primer grado en los casos de Jim Gianera y Kathy Francis por ser premeditados, mientras que los ocho restantes fueron declarados como asesinatos en segundo grado, al ser asesinatos impulsivos.
Fue sentenciado a cadena perpetua. Permaneció encarcelado en la prisión estatal de Mule Creek, en Ione, California. En 2011 le fue rechazada una solicitud de libertad condicional.

## Muerte

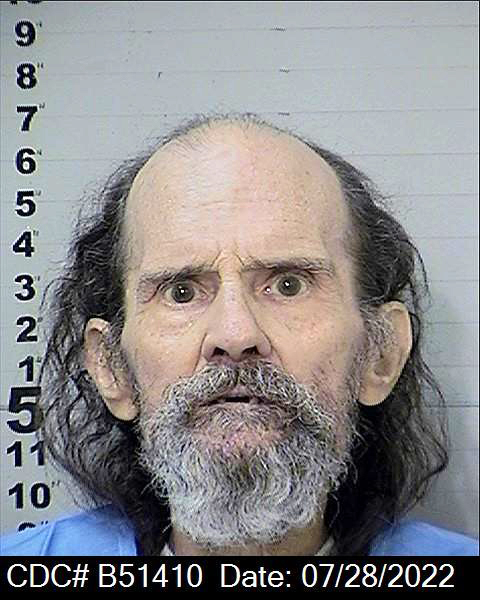
Herbert Mullin en 2022.

El 18 de agosto de 2022, Mullin murió a los 75 años por causas naturales mientras estaba alojado en el Centro de Atención Médica de California.